# Чај (биљка)
Чај (лат. Camellia sinensis) је врста зимзелене биљке из рода камелија (Camellia). Назив биљке потиче од назива за камелију на кинеском језику (пинјином Cháhuā, традиционалним кинеским писмом 茶花). Природни ареал ове биљке обухвата источну, јужну и југоисточну Азију.

## Варијабилност
Постоје четири варијетета чаја, од којих се два (кинески и асамски чај) комерцијално узгајају. Научни називи ових варијетета су:
- – асамски чај
- – типски варијетет, кинески чај